# Élections constituantes de 1946 dans la Loire
Les élections constituantes françaises de 1946 se tiennent le 2 juin. Ce sont les deuxièmes élections constituantes, après le rejet du projet de Constitution française du 19 avril 1946 lors du référendum du 5 mai.

## Mode de scrutin
L'assemblée constituante est composée de 586 sièges pourvus au scrutin proportionnel plurinominal suivant la règle de la plus forte moyenne dans chaque département, sans panachage ni vote préférentiel.
Dans le département de la Loire, sept députés sont à élire.

## Élus
| Député sortant        | Parti | Parti | Député élu ou réélu   | Parti | Parti |
| --------------------- | ----- | ----- | --------------------- | ----- | ----- |
| Marius Patinaud       |       | PCF   | Marius Patinaud       |       | PCF   |
| Denise Bastide        |       | PCF   | Denise Bastide        |       | PCF   |
| Eugène Claudius-Petit |       | UDSR  | Eugène Claudius-Petit |       | UDSR  |
| Georges Bidault       |       | MRP   | Georges Bidault       |       | MRP   |
| Claude Mont           |       | MRP   | Claude Mont           |       | MRP   |
| Barthélémy Ott        |       | MRP   | Henri Bergeret        |       | MRP   |
| Claudius Mounier      |       | MRP   | Antoine Pinay         |       | PRL   |

## Résultats

### Résultats à l'échelle du département
| Parti    | Parti    | Tête de liste         | Résultats | Résultats | Sièges |  |
| Parti    | Parti    | Tête de liste         | Voix      | %         |        |  |
| -------- | -------- | --------------------- | --------- | --------- | ------ |  |
|          | MRP      | Georges Bidault       | 101 882   | 33,18     | 3 1    |  |
|          | PCF      | Marius Patinaud       | 85 292    | 27,78     | 2      |  |
|          | PRL      | Antoine Pinay         | 44 599    | 14,52     | 1 1    |  |
|          | RGR      | Eugène Claudius-Petit | 32 648    | 10,63     | 1      |  |
|          | SFIO     | Jean Robert           | 29 135    | 9,49      | -      |  |
|          | Rad-soc  | Jean Laffay           | 8 240     | 2,68      | -      |  |
|          | Résis.   | Anne-Marie Auroux     | 5 279     | 1,72      | -      |  |
|          |          |                       |           |           |        |  |
| Inscrits | Inscrits | Inscrits              | 389 558   | 100,00    | 7      |  |
| Votants  | Votants  | Votants               | 311 163   | 79,88     |        |  |
| Exprimés | Exprimés | Exprimés              | 307 075   | 98,69     |        |  |